# (3564) Талфибий
(3564) Талфибий (др.-греч. Ταλθύβιος) — типичный троянский астероид Юпитера, движущийся в точке Лагранжа L4, в 60° впереди планеты. Астероид был открыт 15 октября 1985 года американским астрономом Эдвардом Боуэллом в обсерватории Андерсон-Меса и назван в честь Талфибия, участника Трояснской войны и вестника царя Агамемнона.

Орбита астероида Талфибий и его положение в Солнечной системе
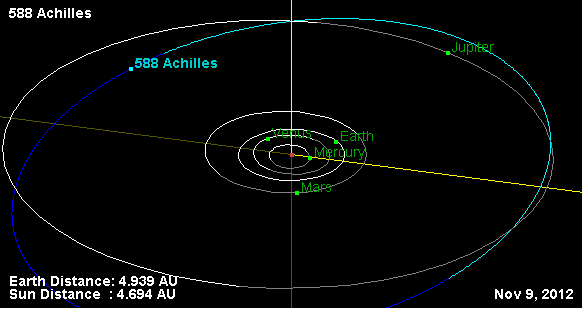
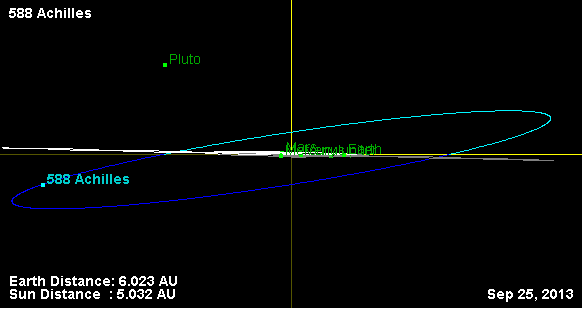

Фотометрические наблюдения, проведённые в 1994 году, позволили получить кривые блеска этого тела, из которых следовало, что период вращения астероида вокруг своей оси равняется 40,59 ± 0,13 часам, с изменением блеска по мере вращения 0,38 ± 0,01 m.